# People's Embrace
O People's Embrace (birmanês:  ပြည်သူ့ရင်ခွင်) é um grupo de indivíduos que apoiam a deserção de pessoal das Forças Armadas de Mianmar e da Força Policial de Mianmar. A rede foi criada em maio de 2021 por militares após o golpe de Estado de 2021 para ajudar desertores e suas famílias, incluindo serviços sociais como acomodação, passagem segura e segurança. Estes serviços têm sido frequentemente associados a incentivos financeiros e estipêndios monetários para ajudar a suplantar os salários perdidos dos desertores, embora o financiamento permaneça escasso. O People's Embrace foi absorvido pelo Ministério da Defesa do Governo de Unidade Nacional da oposição. De acordo com a lei militar, os desertores que abandonam os seus postos podem enfrentar a pena de morte, e as famílias dos desertores enfrentam retaliações. A rede é apoiada por centenas de voluntários. O People's Embrace faz parte de um movimento mais amplo de desobediência civil entre os birmaneses que se opõem ao golpe militar de 2021.
Em janeiro de 2023, 3.000 soldados e 7.000 policiais desertaram desde o golpe. A maioria das deserções ocorreu entre junho e dezembro de 2021. No entanto, nos últimos 60 anos, os militares birmaneses permaneceram amplamente coesos, apoiados por um sistema de recompensas e punições e um rigoroso processo de doutrinação.
Um programa independente chamado  People's Soldiers também opera uma campanha de divulgação digital e uma rede de voluntários que oferecem passagem segura, abrigo e comida.